# Ibtisam Barakat
Pour les articles homonymes, voir Barakat.
Ibtisam Barakat est une écrivaine et poétesse palestino-américaine née le 2 octobre 1963 à Beit Hanina, près de Jérusalem.

## Biographie
Barakat passe son baccalauréat à l'Université Bir Zeit, près de Ramallah en Cisjordanie. En 1986, elle s'installe à New York City, et collabore avec Le magazine Nation. Elle obtient une maîtrise en journalisme à l'Université du Missouri.
Ses mémoires d'enfance, Tasting the Sky: A Palestinian Childhood  (ISBN 978-2-7459-3439-0), décrivent l'occupation israélienne de 1967, après la Guerre des Six Jours. Publié en 2007 par Farrar, Straus and Giroux, ce livre a remporté de nombreux prix et honneurs, notamment par l'International Reading Association's en 2008, au Moyen-Orient par Literature Book Award en 2007, et en 2008 par l'Arab- American Book Award dans la catégorie « Enfants / Jeunes ».